# Sojusz 14 Marca
Sojusz 14 Marca (arab. حلف 14 آذار) – sojusz antysyryjskich ugrupowań politycznych powstały po cedrowej rewolucji w Libanie. W jego skład weszli przedstawiciele różnych nurtów politycznych (liberałowie, konserwatyści, socjaliści, nacjonaliści i umiarkowani islamiści) oraz religijnych (sunnici, chrześcijanie, druzowie). Na arenie międzynarodowej wspierany jest głównie przez Arabię Saudyjską i Stany Zjednoczone.  
Liderami sojuszu są: Sad al-Hariri (młodszy syn byłego premiera Rafika al-Haririego), Samir Dżadża (Siły Libańskie) i Amin al-Dżumajjil (były prezydent kraju, Falangi Libańskie). W wyborach parlamentarnych w 2005 roku  ugrupowania wchodzące w skład sojuszu zdobyły 72 ze 128 miejsc w libańskim Zgromadzeniu Narodowym, a w ostatnich - 71 mandatów. Do stycznia 2011 roku Sojusz 14 Marca współtworzył rząd jedności narodowej, natomiast po desygnowaniu na premiera Nadżiba Mikatiego przeszedł do opozycji. 
Blok jest tworzony przez:
- Strumień Przyszłości (Tayyar Al Mustaqbal), (partia świecka, głównie sunnici),
- Siły Libańskie (Al-Kuwat al-Lubnānijja), (partia świecka, głównie maronici),
- Zgromadzenie Kurnet Szehwan (głównie maronici),
  - Libańska Partia Socjalno-Demokratyczna (Falangi Libańskie) (Hizb al-Kataeb),
  - Narodowa Partia Liberalna (Hizb al-Ahrar al-Watani),
  - Ruch Niepodległości (Harakit al-Istiklal),
- Ruch Demokratycznej Odnowy (partia świecka),
- Demokratyczny Ruch Lewicy (partia świecka),
- Ormiańska Partia Demokratyczno-Liberalna (Ramgavar Azadakan) (Ormianie),
- Socjalno-Demokratyczna Partia Hunczakian (Ormianie),
- Libański Blok Narodowy (chrześcijanie),
- Wolny Ruch Szyicki (szyici).

Byli członkowie:
- Socjalistyczna Partia Postępu (Hizb al-Takadummi al-Isztiraki) Walida Dżumblatta[3] (partia świecka, głównie druzowie i maronici),
- Blok Trypolijski Mohammada Safadiego (głównie sunnici).